# Верхняя Кузью
Верхняя Кузью (устар. Верхняя Кузь-Ю) — река в России, протекает по Республике Коми. Устье реки находится в 117 км по левому берегу реки Малая Визинга. Длина реки составляет 16 км.
Система водного объекта: Малая Визинга → Сысола → Вычегда → Северная Двина → Белое море.

## Данные водного реестра
По данным государственного водного реестра России, относится к Двинско-Печорскому бассейновому округу, водохозяйственный участок реки — Вычегда от истока до города Сыктывкар, речной подбассейн реки — Вычегда. Речной бассейн реки — Северная Двина.
Код объекта в государственном водном реестре — 03020200112103000019638.